# Mount Fee
Mount Fee är ett berg i Kanada.   Det ligger i provinsen British Columbia, i den sydvästra delen av landet, 3 500 km väster om huvudstaden Ottawa. Toppen på Mount Fee är 2 162 meter över havet, eller 413 meter över den omgivande terrängen. Bredden vid basen är 10,3 km.
Terrängen runt Mount Fee är huvudsakligen bergig, men den allra närmaste omgivningen är kuperad.Runt Mount Fee är det mycket glesbefolkat, med 7 invånare per kvadratkilometer.. Närmaste större samhälle är Whistler, 19,9 km öster om Mount Fee.
I omgivningarna runt Mount Fee växer i huvudsak barrskog.